# Edifici Alacant
L'Edifici Alacant és una torre situada en la confluència de l'avinguda Doctor Gadea i el Parc de Canalejas, en plena façana marítima de la ciutat valenciana d'Alacant. Compta amb un total de 24 plantes i es troba sobre un podi que conté oficines, un saló d'actes, una biblioteca i una sala per a exposicions.